# Entephria incontestata
Entephria incontestata là một loài bướm đêm trong họ Geometridae.